# Aliger
Aliger là một chi ốc biển, là động vật thân mềm chân bụng sống ở biển trong họ ốc nhảy Strombidae.
Aliger trước đây là đồng nghĩa của Lobatus Swainson, 1837.

## Các loài
Các loài thuộc chi Aliger bao gồm:
- †Aliger dominator (Pilsbry & Johnson, 1917)
- †Aliger galliformis (Pilsbry & Johnson, 1917)
- Aliger gallus (Linnaeus, 1758):[3]
- Aliger gigas (Linnaeus, 1758)

Đồng nghĩa
- Aliger costatus (Gmelin, 1791):[4] syn. Lobatus costatus (Gmelin, 1791)